# Europapokal der Landesmeister 1958/59
Der Europapokal der Landesmeister 1958/59 war die 4. Auflage des Wettbewerbs. 26 Klubmannschaften nahmen teil, darunter 25 Landesmeister der vorherigen Saison und mit Atlético Madrid der Vizemeister der spanischen Liga, da der spanische Meister Real Madrid als Titelverteidiger automatisch qualifiziert war.
Die Teilnehmer spielten im reinen Pokalmodus mit (bis auf das Finale) Hin- und Rückspielen um die Krone des europäischen Vereinsfußballs. Bei Gleichstand gab es ein Entscheidungsspiel auf neutralem Platz. Bis auf Real Madrid, die Wolverhampton Wanderers, ZDNA Sofia und HPS Helsinki mussten die Vereine in der Vorrunde starten.
Das Finale fand am 3. Juni 1959 im Neckarstadion von Stuttgart vor 80.000 Zuschauern statt. Es war eine Neuauflage des allerersten Europapokalendspiels: Real Madrid gewann mit 2:0 gegen Stade Reims zum vierten Mal in Folge den Pokal. Torschützenkönig wurde Just Fontaine von Stade Reims mit zehn Treffern.

## Vorrunde
Ein Freilos erhielten:
- Real Madrid
- ZDNA Sofia
- HPS Helsinki
- Wolverhampton Wanderers

Die Hinspiele fanden vom 26. August bis zum 1. Oktober, die Rückspiele vom 9. September bis zum 8. Oktober 1958 statt.
|                           | Gesamt |                      | Hinspiel | Rückspiel |
| ------------------------- | ------ | -------------------- | -------- | --------- |
| Standard Lüttich          | 6:3    | Heart of Midlothian  | 5:1      | 1:2       |
| Beşiktaş Istanbul         | 1      | Olympiakos Piräus    |          |           |
| BSC Young Boys            | 1      | Manchester United    |          |           |
| Dinamo Zagreb             | 3:4    | Dukla Prag           | 2:2      | 1:2       |
| Jeunesse Esch             | 2:2    | IFK Göteborg         | 1:2      | 1:0       |
| FC Ards                   | 03:10  | Stade Reims          | 1:4      | 2:6       |
| SC Wismut Karl-Marx-Stadt | 4:4    | Petrolul Ploiești    | 4:2      | 0:2       |
| Atlético Madrid           | 13:10  | Drumcondra FC        | 8:0      | 5:1       |
| Polonia Bytom             | 0:6    | MTK Budapest         | 0:3      | 0:3       |
| FC Schalke 04             | 5:5    | Kjøbenhavns Boldklub | 5:2      | 0:3       |
| Juventus Turin            | 3:8    | Wiener Sport-Club    | 3:1      | 0:7       |
| DOS Utrecht               | 4:6    | Sporting Lissabon    | 3:4      | 1:2       |

### Entscheidungsspiele
Die Spiele fanden am 15./12./1. Oktober 1958 statt.
|                           | Ergebnis |                      |
| ------------------------- | -------- | -------------------- |
| IFK Göteborg              | 5:1      | Jeunesse Esch        |
| SC Wismut Karl-Marx-Stadt | 4:0      | Petrolul Ploiești    |
| FC Schalke 04             | 3:1      | Kjøbenhavns Boldklub |

## 1. Runde
Die Hinspiele fanden vom 29. Oktober bis zum 26. November, die Rückspiele vom 12. November bis zum 3. Dezember 1958 statt.
|                         | Gesamt |                           | Hinspiel | Rückspiel |
| ----------------------- | ------ | ------------------------- | -------- | --------- |
| Sporting Lissabon       | 2:6    | Standard Lüttich          | 2:3      | 0:3       |
| Wiener Sport-Club       | 3:2    | Dukla Prag                | 3:1      | 0:1       |
| MTK Budapest            | 2:6    | BSC Young Boys            | 1:2      | 1:4       |
| Atlético Madrid         | 2:2    | ZDNA Sofia                | 2:1      | 0:1       |
| IFK Göteborg            | 2:6    | SC Wismut Karl-Marx-Stadt | 2:2      | 0:4       |
| Wolverhampton Wanderers | 3:4    | FC Schalke 04             | 2:2      | 1:2       |
| Real Madrid             | 3:1    | Beşiktaş Istanbul         | 2:0      | 1:1       |
| Stade Reims             | 7:0    | HPS Helsinki              | 4:0      | 13:0 1    |

### Entscheidungsspiel
Das Spiel fand am 18. Dezember 1958 statt.
|                 | Ergebnis  |            |
| --------------- | --------- | ---------- |
| Atlético Madrid | 3:1 n. V. | ZDNA Sofia |

## Viertelfinale
Die Hinspiele fanden vom 4. Februar bis zum 11. März, die Rückspiele vom 18. Februar bis zum 18. März 1959 statt.
|                   | Gesamt |                           | Hinspiel | Rückspiel |
| ----------------- | ------ | ------------------------- | -------- | --------- |
| Standard Lüttich  | 2:3    | Stade Reims               | 2:0      | 0:3       |
| Atlético Madrid   | 4:1    | FC Schalke 04             | 3:0      | 1:1       |
| Wiener Sport-Club | 1:7    | Real Madrid               | 0:0      | 1:7       |
| BSC Young Boys    | 2:2    | SC Wismut Karl-Marx-Stadt | 2:2      | 0:0       |

### Entscheidungsspiel
Das Spiel fand am 1. April 1959 statt.
|                | Ergebnis |                           |
| -------------- | -------- | ------------------------- |
| BSC Young Boys | 2:1      | SC Wismut Karl-Marx-Stadt |

## Halbfinale
Die Hinspiele fanden am 15./23. April, die Rückspiele am 13./7. Mai 1959 statt.
|                | Gesamt |                 | Hinspiel | Rückspiel |
| -------------- | ------ | --------------- | -------- | --------- |
| BSC Young Boys | 1:3    | Stade Reims     | 1:0      | 0:3       |
| Real Madrid    | 2:2    | Atlético Madrid | 2:1      | 0:1       |

### Entscheidungsspiel
Das Spiel fand am 13. Mai 1959 statt.
|             | Ergebnis |                 |
| ----------- | -------- | --------------- |
| Real Madrid | 2:1      | Atlético Madrid |

## Finale
| Real Madrid                                    | Real Madrid | Stade Reims | Stade Reims |
| ---------------------------------------------- | --- | --- | ----------- |
| Real Madrid                                    | \| Finale \| \| 3. Juni 1959 in Stuttgart (Neckarstadion) \| \| Ergebnis: 2:0 (1:0) \| \| Zuschauer: 80.000 \| \| Schiedsrichter: Albert Dusch ( BR Deutschland) \|                                                                     | \| Finale \| \| 3. Juni 1959 in Stuttgart (Neckarstadion) \| \| Ergebnis: 2:0 (1:0) \| \| Zuschauer: 80.000 \| \| Schiedsrichter: Albert Dusch ( BR Deutschland) \|                                         | Stade Reims |
| Real Madrid                                    | Rogelio Domínguez – Marquitos, José Santamaría, José María Zárraga – Juan Santisteban, Antonio Ruiz – Raymond Kopa, Enrique Mateos, Alfredo Di Stéfano, Héctor Rial, Francisco Gento Cheftrainer: Luis Antonio Carniglia ( Argentinien) | Dominique Colonna – Bruno Rodzik, Robert Jonquet , Raoul Giraudo – Armand Penverne, Michel Leblond – Robert Lamartine, René Bliard, Just Fontaine, Roger Piantoni, Jean Vincent Cheftrainer: Albert Batteux | Stade Reims |
| Real Madrid                                    | 1:0 Enrique Mateos (2.) 2:0 Alfredo Di Stéfano (47.) | | Stade Reims |
| Finale                                         | | |             |
| 3. Juni 1959 in Stuttgart (Neckarstadion)      | | |             |
| Ergebnis: 2:0 (1:0)                            | | |             |
| Zuschauer: 80.000                              | | |             |
| Schiedsrichter: Albert Dusch ( BR Deutschland) | | |             |

## Beste Torschützen
| Rang | Spieler             | Klub                      | Tore |
| ---- | ------------------- | ------------------------- | ---- |
| 1    | Just Fontaine       | Stade Reims               | 10   |
| 2    | Vavá                | Atlético Madrid           | 8    |
| 3    | Alfredo Di Stéfano  | Real Madrid               | 6    |
|      | Joaquín Peiró       | Atlético Madrid           | 6    |
| 5    | Josef Hamerl        | Wiener Sport-Club         | 5    |
|      | Klaus Zink          | SC Wismut Karl-Marx-Stadt | 5    |
|      | Roger Piantoni      | Stade Reims               | 5    |
|      | Enrique Collar      | Atlético Madrid           | 5    |
| 9    | Ivson Freitas       | Sporting Lissabon         | 4    |
|      | Péter Palotás       | MTK Budapest              | 4    |
|      | Jean Jadot          | Standard Lüttich          | 4    |
|      | Bernhard Klodt      | FC Schalke 04             | 4    |
|      | Eugen Meier         | BSC Young Boys            | 4    |
|      | Ernst Wechselberger | BSC Young Boys            | 4    |
|      | Willy Tröger        | SC Wismut Karl-Marx-Stadt | 4    |